# 4B busz (Szekszárd)
A szekszárdi 4B jelzésű autóbuszvonal a Tesco Áruház és a Bottyán-hegy kapcsolatát biztosítja. Betétvonala a 4-es autóbusznak.

## Története
A járati elnevezés 2023 augusztus 12-től lépett érvénybe.
Az útvonalon 2010-2022 augusztus 28 között 4-es jelzéssel közlekedtek autóbuszok. A 2022 augusztus 28-i menetrend váltással a vonal a 4A nevet kapta, mert az eredeti 4-es vonal meghosszabbításra került Baranya-völgyig.
2022 augusztus 28 és 2023 augusztus 11 között (közel egy évig) az útvonalon közlekedő buszok 4A jelzéssel közlekedtek. A vonalon a járatok sűrűsége lecsökkent munkanapokon főként délután közlekednek. Az Autóbusz-állomás és a Tesco áruház közötti kapcsolatot elsősorban a Tolna,Fadd, Bogyiszló irányába közlekedő 5429-es helyközi buszok végzik óránként 1 járatpárral. 2024-től többnyire körjáratban közlekedik, indításszámai lecsökkentek szerepének egy részét az újonnan bevezetett 1B járatok vették át.

## Útvonala
| Tesco Áruház - Tartsay Vilmos utca - Autóbusz-állomás - Szent István tér - Szent László utca - Mérey utca - Bottyán-hegy: |
| --- |
| - Tesco Áruház - Tartsay Vilmos utca - Autóbusz-állomás - Szent István tér - Liszt Ferenc tér - Széchenyi utca - Szent László utca - Újfalussy Imre utca - Zöldkert utca - Bottyán-hegy - Újfalussy Imre utca - Körösi Csoma Sándor utca - Mérey utca - Szent László utca - Posta - Szent István tér - Autóbusz-állomás - Tartsay Vilmos utca - Tesco Áruház |

## Megállóhelyei
| sz. | Megállóhely neve       | Menetidő (perc) | Átszállási kapcsolatok |
| --- | ---------------------- | --------------- | ---------------------- |
| 0   | Tesco áruház           | 0               |                        |
| 1   | Búzavirág utca         | 2               |                        |
| 2   | Patyolat               | 3               |                        |
| 3   | Tartsay Vilmos utca    | 4               |                        |
| 4   | Autóbusz-állomás       | 6               |                        |
| 5   | Szent István tér       | 8               |                        |
| 6   | Liszt Ferenc tér       | 9               |                        |
| 7   | Szent László utca      | 11              |                        |
| 8   | Nefelejcs utca         | 12              |                        |
| 9   | Szüret utca            | 13              |                        |
| 10  | Zöldkert utca          | 14              |                        |
| 11  | Bottyán-hegy           | 15              |                        |
| 12  | Zöldkert utca          | 16              |                        |
| 13  | Szüret utca            | 17              |                        |
| 14  | Ujfalussy utca         | 18              |                        |
| 15  | Kőrösi Csoma Sándor u. | 19              |                        |
| 16  | Mérey 45.              | 20              |                        |
| 17  | Mérey u. óvóda         | 21              |                        |
| 18  | Szent László utca      | 23              |                        |
| 19  | Posta                  | 24              |                        |
| 20  | Szent István tér       | 26              |                        |
| 21  | Autóbusz-állomás       | 28              |                        |
| 22  | Tartsay Vilmos utca    | 30              |                        |
| 23  | Patyolat               | 31              |                        |
| 24  | Búzavirág utca         | 32              |                        |
| 25  | Tesco áruház           | 33              |                        |